# 圣斯德望堂 (罗马)
圣斯德望堂（義大利語：Santo Stefano degli Abissini）是梵蒂冈城的一座罗马天主教教堂，供奉圣斯德望，是埃塞俄比亚的国家教堂，采用埃塞俄比亚礼天主教会的亚历山大礼。
该堂创建于5世纪。这是梵蒂冈城现存最古老的教堂之一。1479年，教宗西斯篤四世将该堂交给科普特修士。
立面为18世纪初风格。大门为12世紀遗物，装饰有羔羊和十字架。